# Lothar Dillmann
Lothar Dillmann (* 23. Oktober 1943; † 12. Januar 2005) war ein deutscher Jurist.
Er war Vorsitzender Richter am Bayerischen Verwaltungsgerichtshof. Am 24. Februar 1994 wurde er für acht Jahre in den Bayerischen Verfassungsgerichtshof gewählt und am 30. Januar 2002 wiedergewählt.
Er starb im Alter von 61 Jahren und wurde am Johannisfriedhof in Nürnberg beigesetzt.

## Quelle
- Traueranzeige Süddeutsche Zeitung, 15./16. Januar 2005

| Personendaten    | Personendaten    |
| ---------------- | ---------------- |
| NAME             | Dillmann, Lothar |
| KURZBESCHREIBUNG | deutscher Jurist |
| GEBURTSDATUM     | 23. Oktober 1943 |
| STERBEDATUM      | 12. Januar 2005  |